# NGC 6046
NGC 6028 = NGC 6046 ist eine linsenförmige Ringgalaxie mit aktivem Galaxienkern vom Hubble-Typ (R)S0/a im Sternbild Herkules am Nordsternhimmel. Sie ist schätzungsweise 205 Millionen Lichtjahre von der Milchstraße entfernt und hat einen Durchmesser von etwa 85.000 Lichtjahren.
Im selben Himmelsareal befindet sich u. a. die Galaxie IC 1156.
Das Objekt wurde am 14. März 1784 vom deutsch-britischen Astronomen Wilhelm Herschel mit einem 18,7-Zoll-Spiegelteleskop entdeckt, der sie dabei mit „eF, pL, partly veried with 240 power ... a neb. suspected by 157 and the suspicion strengthened by 240, but the latter power does not remove all doubt. It follows 3 pB stars making an arch (concave towards np. or nnp. direction by diagram) south of which arch there is a still brighter star“ beschrieb.
Auf Grund einer fehlerhaften Positionsangabe in Herschels Notizen führte die Beobachtung vom französischen Astronomen Guillaume Bigourdan am 4. Mai 1886 unter NGC 6028 zum zweiten Eintrag im Katalog.